# AM (航空機)
BTM / AM モーラー
飛行するAM-1 22308号機
(1940年代末撮影)
- 用途：急降下爆撃機、雷撃機
- 分類：艦上攻撃機
- 設計者：グレン・L・マーティン
- 製造者：グレン・L・マーティン社
- 運用者： アメリカ海軍
- 初飛行：1944年8月26日
- 生産数：151機
- 生産開始：1947年
- 運用開始：1948年3月
- 退役：1953年
- 運用状況：退役

AM モーラー（Martin AM Mauler ）は、アメリカ合衆国のマーティン社が開発しアメリカ海軍で運用された艦上攻撃機。
愛称の「モーラー (Mauler)」は、スラングで拳の意。当初はBTM モーラーの呼称で開発されていた。

## 概要
BTMとして第二次世界大戦中に設計されたが、改称してから数々の問題によって生産が始まったのは戦後しばらく経ってからだった。151機が製作されたが、より小さくかつ単純構造のAD スカイレイダー艦上攻撃機の方が優れていることが明らかとなり、本機が海軍で任務に就いた期間は短かった。現役部隊からは1950年に引退し、1953年までには予備部隊からも退いた。

## 設計と開発
1930年代から1940年代初期にかけて、航空母艦から運用される海軍の爆撃機は雷撃機と急降下爆撃機の2種類に分けられていた。2,000馬力に達する強力なエンジンの実用化は、両機種の統合を可能にし、この区別は1943年に撤廃された。海軍は新たにそれらを統合した多目的爆撃機を要求した。この新型機は従来と異なり単座であることとなっていた。爆撃手や無線通信士がパイロットのほかに必要であるとは考えられなくなっており、また新型機は戦闘機と同じくらい速いため、後部銃手も不要とされていた。マーチン社は、このコンセプトに沿って、海軍とXBTM-1（社内名・モデル210）の試作・開発契約を1944年1月7日に結んでいる。
新しい「BTM モーラー」において、マーチン社はプラット・アンド・ホイットニー R-4360 ワスプ・メジャー 28気筒4重星型エンジン（それまでに航空機に使用された最大のピストンエンジン）の採用を決定した。そしてそれを装備する機体も単発単座の軍用機としてかつてない巨大なものとなった。ワスプ・メジャーのトルクはBTMの飛行が困難になるほど強力だったため、機体を回転させるその力を相殺するため、右に2度傾けて取り付けられた。この大きさと重量の機体を人力で操作することは不可能であり、パイロットの操舵を助けるための油圧サーボモーターのシステムが用意された。
初飛行は、1944年8月26日に行なわれた。操縦性を中心に実用化に向け、開発が続けられ、1945年1月15日には量産型のBTM-1が750機発注されている。実用化作業は遅れ、量産機が完成したのは第二次世界大戦の終結後の1946年12月であり、ダグラス A-1 スカイレイダーの配備と重なり、149機の量産に留まった。なお、名称は1946年にAMに変更されている。

## 運用歴

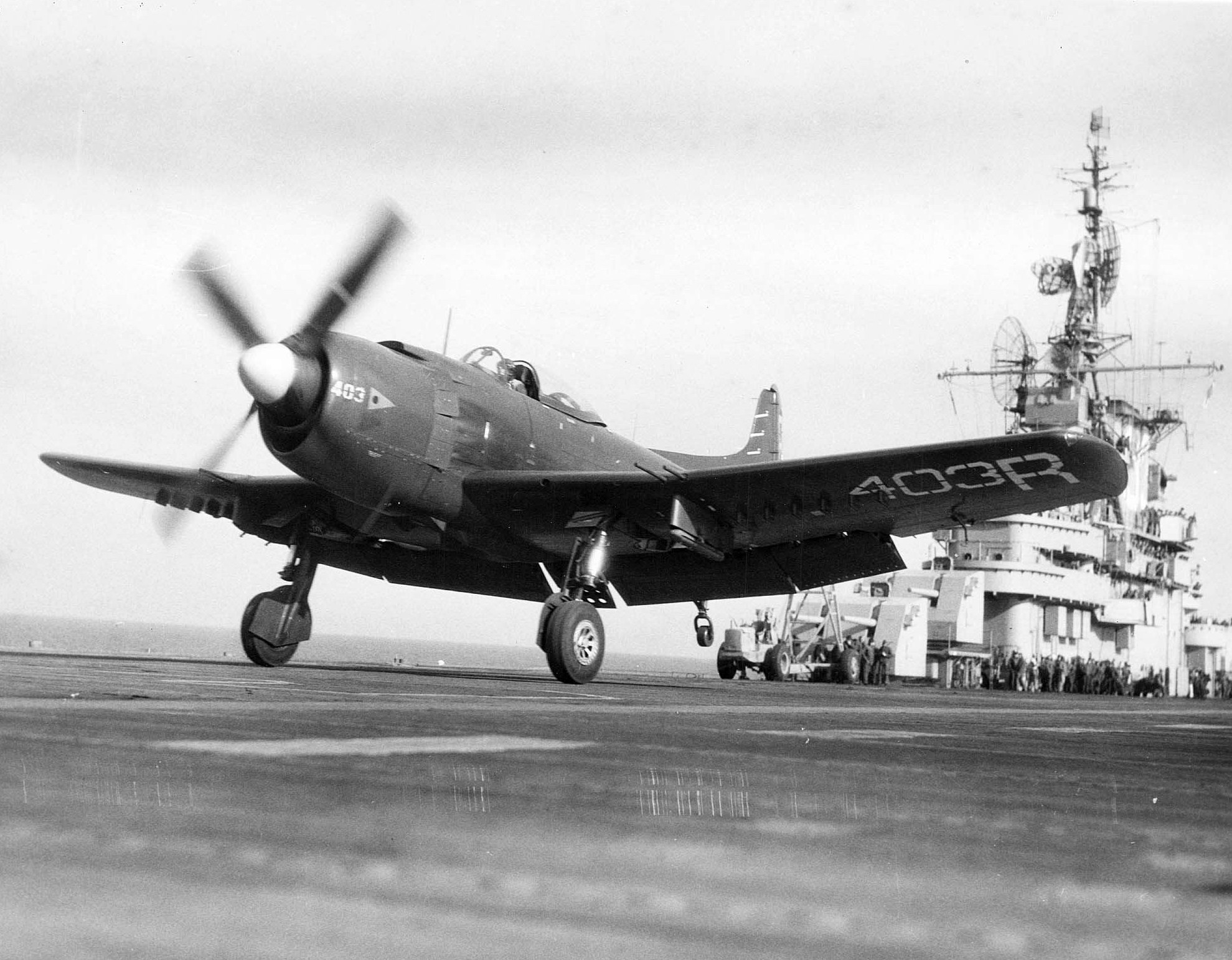
空母キアサージから発艦するVA-174の AM-1（1949年）

尾部の着艦フックが後部胴体に損傷を与える問題があり、これは、さらに1年就役が遅れる理由となった。結局本機の部隊配備は1948年3月にVA-17Aより開始された。この時までに海軍は攻撃機の分類を変更しており、本機はAM-1と呼ばれるようになった。AM-1の爆弾搭載量は膨大であり、マーチン社のテストパイロットは一度に2,200ポンド（1,000kg）の魚雷3本と500ポンド（227kg）爆弾12発、それに満載した機銃の弾薬を加えた合計12,648ポンド（5,742kg）のペイロードを搭載して飛行した。これは単発航空機として当時の最高記録である。空母で使用される時の搭載量はこれよりは少なかったが、飛行甲板に着艦するのが難しいという評判が広まり、呼称の「AM」をもじって「恐るべきモンスター（Awful Monsters）」というあだ名を貰うに至った。しかしパイロットはその搭載量に対しては好印象を持っており「有能なメイベル（Able Mabel）」とも呼んだ。
ライバルのAD-1 スカイレイダーは、より小さく、搭載量も少なかったが、信頼性に富み、また飛行も着艦も容易であって、海軍パイロットに好まれた。1950年には、モーラーは陸上基地からの運用に限定するという決定がなされ、さらにその年のうちに、予備役部隊を除いて引退させられた。予備役部隊はモーラーを1953年まで使用した。
モーラーは4機程度が残存している。ペイロード記録を作った機体はフロリダ州ペンサコーラの国立海軍航空博物館に保存されている。記念空軍（en:Commemorative Air Force。以前は南部連邦空軍（Confederate Air Force）と称した。）に所属していた別の1機は1980年代まで飛行可能であった。

## 各型
XBTM-1
試作型。2機。シリアル85161-85162。
AM-1
量産型。149機。シリアル22257-22865、122394-122437。
AM-1Q
電子戦機器装備機。電子戦要員のため、複座となっている。6機改装。シリアル122388-122393を改造。
JR2M-1
艦上輸送機型として提案。

## 使用者
アメリカ合衆国
アメリカ海軍 - VA-84、VA-85（空母ミッドウェイ）、VA-44、VA-45、VA-174（空母レイテ）、VA-673、VA-703、VA-735

## 要目(AM-1)
- 乗員: 1

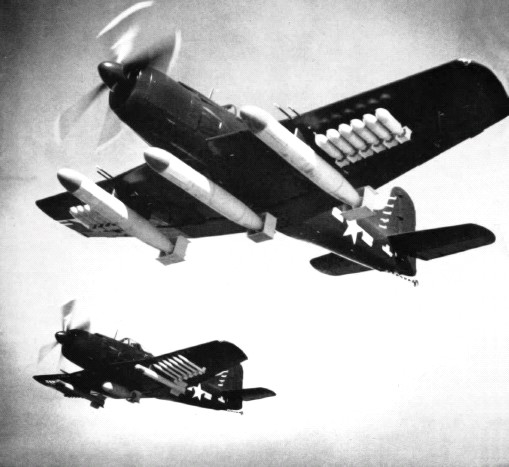
武装試験中のAM-1

- 全長: 41 ft 2 in(12.55 m)
- 全幅: 50 ft 0 in(15.24 m)
- 全高: 16 ft 10 in(5.13 m)
- 翼面積: 196 ft2(46.1 m2)
- 空虚重量: 14,500 lb(6,557 kg)
- 全備重量: 23,386 lb(10,608 kg)
- 最大離陸重量: 23,387 lb(10,608 kg)
- エンジン: プラット・アンド・ホイットニー R-4360ワスプ・メジャー空冷4重星型エンジン3,000 hp ×1
- 最高速度: 376 mph(327ノット、591 km/h)
- 航続距離: 1,800マイル(1,558カイリ、2,885 km)
- 上昇限度: 30,500 ft(9,296 m)
- 上昇率: 2,780 ft/min(847 m/min)
- 武装: 20 mm機関砲4門、爆弾等10,698 lb(4,848 kg)

## 登場作品
『紺碧の艦隊2 ADVANCE』
アメリカの攻撃機として登場。
『鋼鉄の咆哮 ウォーシップコマンダー』
アメリカ型の攻撃機として登場。魚雷を2本搭載可能。

## 現存する機体
| 型名 | 番号   | 機体写真 | 国名     | 所有者                                        | 公開状況 | 状態     | 備考 |
| ---- | ------ | -------- | -------- | --------------------------------------------- | -------- | -------- | ---- |
| AM-1 | 122397 |          | アメリカ | 国立海軍航空博物館                            | 公開     | 静態展示 |      |
| AM-1 | 122401 | 写真     | アメリカ | グレン・L・マーティン・メリーランド航空博物館 | 公開     | 修復中   |      |
| AM-1 | 122403 |          | アメリカ | プレーンズ・オブ・フェイム航空博物館          | 非公開   | 保管中   |      |
| AM-1 | 22260  | 写真     | アメリカ | グレン・L・マーティン・メリーランド航空博物館 | 非公開   | 修復中   |      |
| AM-1 | 22275  |          | アメリカ | ティラムック航空博物館                        | 公開     | 静態展示 |      |